# Jendi (Girimarto)
Jendi is een bestuurslaag in het regentschap Wonogiri van de provincie Midden-Java, Indonesië. Jendi telt 2821 inwoners (volkstelling 2010).